# Eparchia di Emdeber
L'eparchia di Emdeber (in latino: Eparchia Emdeberensis) è una sede della Chiesa cattolica etiope suffraganea dell'arcieparchia di Addis Abeba. Nel 2021 contava 27.070 battezzati su 4.220.900 abitanti. È retta dall'eparca Lukas Teshome Fikre Woldetensae.

## Territorio
L'eparchia di Emdeber si trova in Etiopia e comprende la zona di Guraghé nella regione SNPPR (Southern Nations, Nationalities and Peoples Region), e una parte del territorio (wereda) di Woliso Goro, nella zona di West Shewa nella regione di Oromia.
Sede eparchiale è la città di Emdeber (Emdibir), dove si trova la cattedrale di Sant'Antonio.
Il territorio si estende su 12.000 km² ed è suddiviso in 23 parrocchie.

## Storia
L'eparchia di Emdeber è stata eretta il 25 novembre 2003 con la bolla Ad universae incrementum di papa Giovanni Paolo II, ricavandone il territorio dall'arcieparchia di Addis Abeba.

## Cronotassi dei vescovi
Si omettono i periodi di sede vacante non superiori ai 2 anni o non storicamente accertati.
- Musie Ghebreghiorghis, O.F.M.Cap. (25 novembre 2003 - 23 agosto 2024 ritirato)
- Lukas Teshome Fikre Woldetensae, succeduto il 23 agosto 2024

## Statistiche
L'eparchia nel 2021 su una popolazione di 4.220.900 persone contava 27.070 battezzati, corrispondenti allo 0,6% del totale.
| anno | popolazione | popolazione | popolazione | presbiteri | presbiteri | presbiteri | presbiteri                | diaconi | religiosi | religiosi | parrocchie |
| anno | battezzati  | totale      | %           | numero     | secolari   | regolari   | battezzati per presbitero | diaconi | uomini    | donne     | parrocchie |
| ---- | ----------- | ----------- | ----------- | ---------- | ---------- | ---------- | ------------------------- | ------- | --------- | --------- | ---------- |
| 2003 | 18.476      | ?           | ?           | 22         | 16         | 6          | 839                       |         |           |           | 14         |
| 2004 | 24.000      | 6.000.000   | 0,4         | 18         | 12         | 6          | 1.333                     |         | 6         | 25        | 25         |
| 2006 | 18.850      | 3.085.000   | 0,6         | 15         | 11         | 4          | 1.256                     |         | 4         | 36        | 24         |
| 2007 | 19.000      | 3.171.000   | 0,6         | 16         | 12         | 4          | 1.187                     | 1       | 4         | 27        | 24         |
| 2009 | 214.000     | 3.345.000   | 6,4         | 22         | 17         | 5          | 9.727                     |         | 5         | 35        | 24         |
| 2010 | 219.580     | 3.432.216   | 6,4         | 23         | 18         | 5          | 9.546                     |         | 5         | 44        | 24         |
| 2013 | 17.196      | 3.719.000   | 0,5         | 29         | 22         | 7          | 592                       |         | 7         | 67        | 24         |
| 2016 | 20.000      | 4.000.000   | 0,5         | 26         | 15         | 11         | 769                       |         | 11        | 30        | 23         |
| 2019 | 17.590      | 4.125.485   | 0,4         | 30         | 19         | 11         | 586                       |         | 11        | 68        | 37         |
| 2021 | 27.070      | 4.220.900   | 0,6         | 32         | 21         | 11         | 845                       |         | 11        | 70        | 23         |